# 亚历山德罗斯·帕纳古利斯
亚历山德罗斯·帕纳古利斯（希臘語：Αλέξανδρος Παναγούλης，1939年7月2日—1976年5月1日），希腊政治家、诗人，是反对希腊军政府统治的积极分子。
1968年8月13日，帕纳古利斯刺杀军政府领导人乔治斯·帕帕佐普洛斯未遂而被捕，释放后于1974年当选议会议员。在军政府的监禁期间，他遭到了残暴的酷刑。1976年5月1日，他在雅典遇到了车祸，于36岁时丧生。

## 纪念
对于大多数希腊人来说，帕纳古利斯是自由、民主、人权、公民和政治自由的象征。由于他的政治气质，他由一个刺客被提拔为民主英雄地位，这在历史上十分罕见。
希腊于1996年为他发行了一张纪念邮票。然而，国家很久以来都没有尊敬他。例如，他的行为在学校的教科书中几乎不会被提到。此外，越来越多的人开始怀疑对他的死亡是意外事故还是有意识的谋杀。
他的生活和工作吸引了一些艺术家的兴趣。着名作曲家米基斯·提奥多拉基斯曾经受到过军政府的迫害，他将帕纳古利斯的一些诗歌改编为了音乐。